# Nova Irlanda
Nova Irlanda (en Tok Pisin Niu Ailan, en anglès New Ireland) és una illa de 8.650 km² pertanyent a l'arxipèlag de Bismarck, dins l'estat de Papua Nova Guinea. És l'illa més gran de la província homònima. La capital de l'illa i de la província és Kavieng.
És una de les illes més grans de Papua-Nova Guinea, d'origen volcànic i amb un relleu muntanyós.